# Leonid Gierżoj
Leonid Gierżoj (ur. 7 listopada 1987) – izraelski szachista, reprezentant Kanady od 2007, mistrz międzynarodowy od 2003 roku.

## Kariera szachowa
Wielokrotnie reprezentował Izrael na mistrzostwach świata i Europy juniorów, największy sukces odnosząc w 2002 r. w Heraklionie, gdzie zdobył srebrny medal mistrzostw świata juniorów do 16 lat. W 2003 r. wystąpił w narodowej drużynie na rozegranej w Denizli olimpiadzie juniorów do 16 lat, zdobywając srebrny medal za indywidualny wynik na I szachownicy.
Normy na tytuł mistrza międzynarodowego wypełnił w otwartych turniejach w Pardubicach (2001 i 2002) oraz kołowym turnieju w Tel-Awiwie (2002, dz. II m. za Siergiejem Erenburgiem, wspólnie z Michaelem Roizem i Dmitrijem Tiomkinem). W 2006 r. podzielił II m. (za Igorem Zugiciem, wspólnie z Markiem Bluvshteinem i Pascalem Charbonneau) w mistrzostwach Kanady. W 2007 r. zdobył tytuł mistrza Kanady juniorów do 20 lat, w 2008 r. podzielił II m. (za Aleksandrem Bierełowiczem, wspólnie z Jovicą Radovanoviciem) w turnieju open w Coulsdon, natomiast w 2009 r. podczas turnieju World Open w Filadelfii wypełnił pierwszą arcymistrzowską normę. W 2011 r. zajął III m. (za Batorem Sambujewem i Erikiem Hansenem) w finale mistrzostw Kanady oraz zwyciężył w otwartym turnieju Annual Philadelphia International w Filadelfii.
W latach 2010 i 2012 dwukrotnie reprezentował barwy Kanady na szachowych olimpiadach.
Najwyższy ranking w dotychczasowej karierze osiągnął 1 września 2011 r., z wynikiem 2503 punktów zajmował wówczas 4. miejsce wśród kanadyjskich szachistów.